# Vreeland
Vreeland is een dorp in de gemeente Stichtse Vecht, gelegen in het noordwesten van de Nederlandse provincie Utrecht op de kruising van de rivier Vecht en de provinciale weg Zandvoort - Hilversum (N201). Vreeland had in 2023 2.000 inwoners en is van oorsprong een stad. De plaats kreeg in 1265 stadsrechten. Vreeland was tot 31 maart 1964 een zelfstandige gemeente, maar verloor op 1 april 1964 de zelfstandige status toen het werd opgenomen in de gemeente Loenen. Op 1 januari 2011 ging de gemeente Loenen (en dus ook het dorp Vreeland) op in de nieuw gevormde gemeente Stichtse Vecht.

## Geschiedenis
Op de plek van het huidige Vreeland lag waarschijnlijk al rond de 7e/8e eeuw de nederzetting 'Dorssen' (of Dorsken/Dursken). Archeologische bewijzen zijn hiervan nog niet gevonden, maar in de literatuur wordt hier wel van uitgegaan, hierbij onder meer verwijzend naar oude naamgevingen als de Dorssewaardse polder, die tegen Vreeland aanligt. Sinds het jaar 1265 had Vreeland stadsrechten.

### Kasteel Vredelant
Rond 1253 werd het slot 'Vredelant' gebouwd in opdracht van de Utrechtse bisschop Hendrik van Vianden. Op de grens van het bisdom Utrecht en het graafschap Holland liet de bisschop dit slot bouwen op een verhoogde plek in het landschap langs de Vecht, aan de huidige kleizuwe. Met de bouw van het kasteel wilde de bisschop aan de ene kant de leenmannen van Holland (de Heren van Amstel) in bedwang houden, aan de andere kant wilde hij voorkomen dat er een tol zou worden geheven op de Vecht. Dit was van belang, want veel handel werd gedreven via de Vecht die voor Utrecht de verbinding vormde met de Zuiderzee (huidig IJsselmeer) en Oostzee.
De bouw van het kasteel bracht veel bedrijvigheid met zich mee en al gauw groeide er een kleine nederzetting met ambachtslieden, een smid, een herbergier, etc. De bisschop was hiermee erg tevreden en gaf deze nederzetting al in 1265 stadsrechten. Tegelijk met de bouw van de Dom van Utrecht, liet de bisschop ook te Vreeland een kerk bouwen. Deze oude stad 'Vredelant' groeide om diverse redenen nooit uit tot een grote stad.
Het slot Vredelant kent een roerig verleden en heeft een rol gespeeld in de Nederlandse geschiedenis. Het is meermalen belegerd, onder meer door Graaf Floris V, om de gebroeders van Aemstel uit het slot te krijgen. Het kasteel wordt ook wel het 'pandslot' genoemd, omdat het zo vaak werd verpand om aan geldelijke middelen te komen. Veel onenigheid ontstond ook - vroeg of laat - na het weer in onderpand geven van het kasteel.
De muren van het slot zijn in 1528/1529 geslecht. Met de stenen werd de dwangburcht Vredenburg te Utrecht gebouwd. In de 17e eeuw waren er plannen om Vreeland tot Ridderhofstad te maken. Hiertoe zou het oude slot weer worden opgebouwd. Hoewel een opgravingsplattegrond van de fundamenten uit 1653 bekend is, kwam het er echter niet van. Er werd een aanzet gegeven in de vorm van een klein huisje op de opgegraven fundamenten, maar dit had een politiek motief: slechts diegene met een Ridderhofstad kwam in aanmerking zitting te nemen in de Raad van Staten.
Tegenwoordig ligt het archeologische monument onder een grastapijt, in de jaren 70 nog in gebruik als voetbalveld van de club Sperwer. Op dit moment kent het terrein een functie als 'speelveld', en is van het oorspronkelijke slot en zijn geschiedenis niets meer herkenbaar.
De hofstede Groenevelt stond achter het terrein van Brugzicht, nu kantoor van de fabriek Greif. Vermoedelijk is het huis in de 15e eeuw ontstaan.

## Toerisme en economie
Vreeland ligt in de Vechtstreek, die is genoemd naar de rivier de Vecht. Vreeland is omringd door diverse plassen, zoals de Loosdrechtse en de Kortenhoefse Plassen. De rivier en de plassen worden gebruikt voor waterrecreatie. Ook lopen diverse fietsroutes door het dorp, waardoor het bij mooi weer een toeristische trekpleister is. Er voeren twee belangrijke wandelpaden door het dorp, het Floris de Vijfde-pad en sinds 2004 het Waterliniepad.
In de zomer heerst er op het water en op het land een toeristische drukte. Bijna ieder seizoen kent wel een feest of partij, zoals een Herfstmarkt, een Kerstmarkt en Koningsdag. Sinds het begin van de 21ste eeuw is er een polo-centrum vlak buiten het dorp, waar polo-paarden worden getraind en verzorgd. Een aantal keer per jaar vinden er ook polo-wedstrijden plaats.
Tot de horeca van Vreeland behoort het restaurant De Nederlanden, dat voorzien is van een michelinster. Buitenplaats Plantagehuis (Vreeland) ligt ten oosten van een oude Vechtarm, het staat in een park uit de 19de en 20ste eeuw, in het westelijk deel van het park lag het voormalige Kasteel Vredelant.
In Vreeland is een fabriek gevestigd van de multinational Greif (voorheen Van Leer), die metalen en kunststof vaten maakt.

## Monumenten
- Lijst van rijksmonumenten in Vreeland
- Rijksbeschermd gezicht Vreeland

### Molens
In Vreeland staat de korenmolen De Ruiter uit 1910 (oorspronkelijk uit 1776) en ten noorden van het dorp de poldermolen Hoekermolen uit 1874.

## Museum
Het Healey Museum in Vreeland is op 24 november 2010 geopend. In de collectie zijn veel bijzondere Healey's opgenomen en verder heeft het museum de beschikking over historisch materiaal van de Healey automobielen in de race en rallysport.

## Geboren
- Joannes Gerardus Wennekendonk (1805-1867), auteur, R.K. priester en pastoor te Amersfoort.
- Mr. Aarnoud van Heemstra (1871-1957), Nederlands jurist en politicus. Burgemeester van o.a. Arnhem en gouverneur van Suriname.

## Afbeeldingen

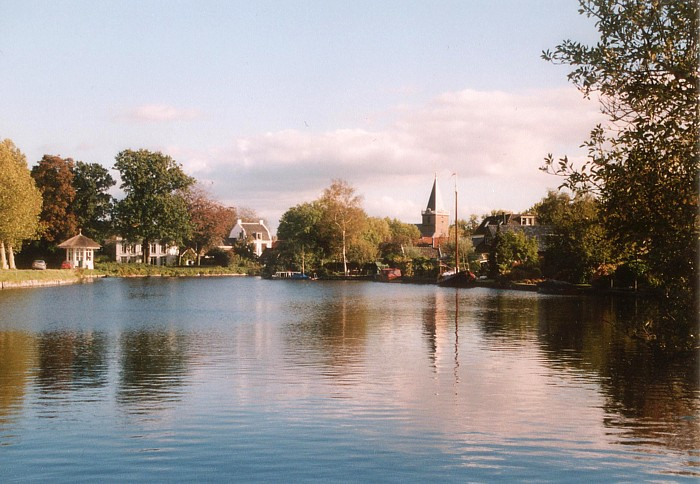
Vreeland vanaf de Vecht
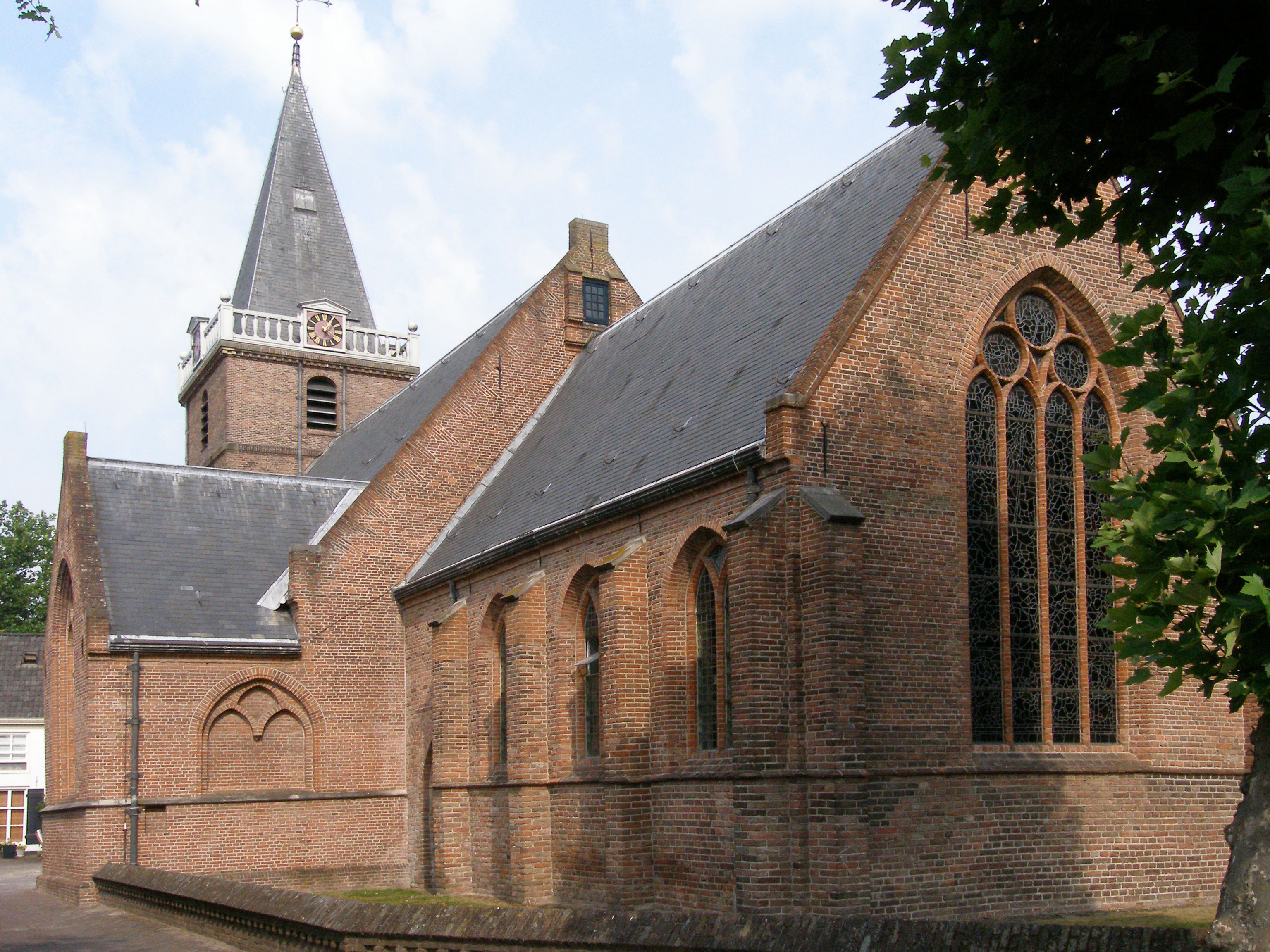
Sint-Nicolaaskerk
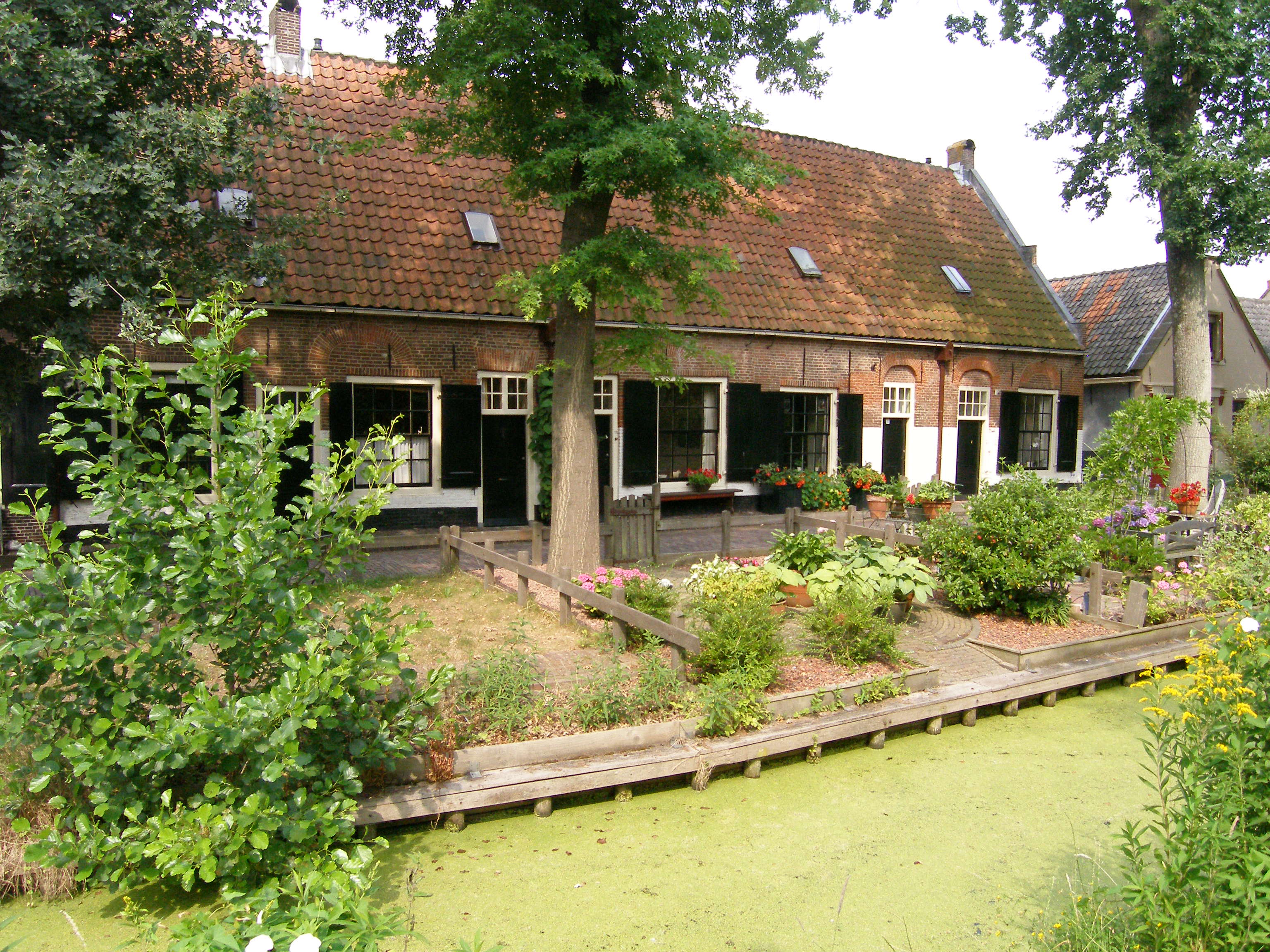
De Lindengracht
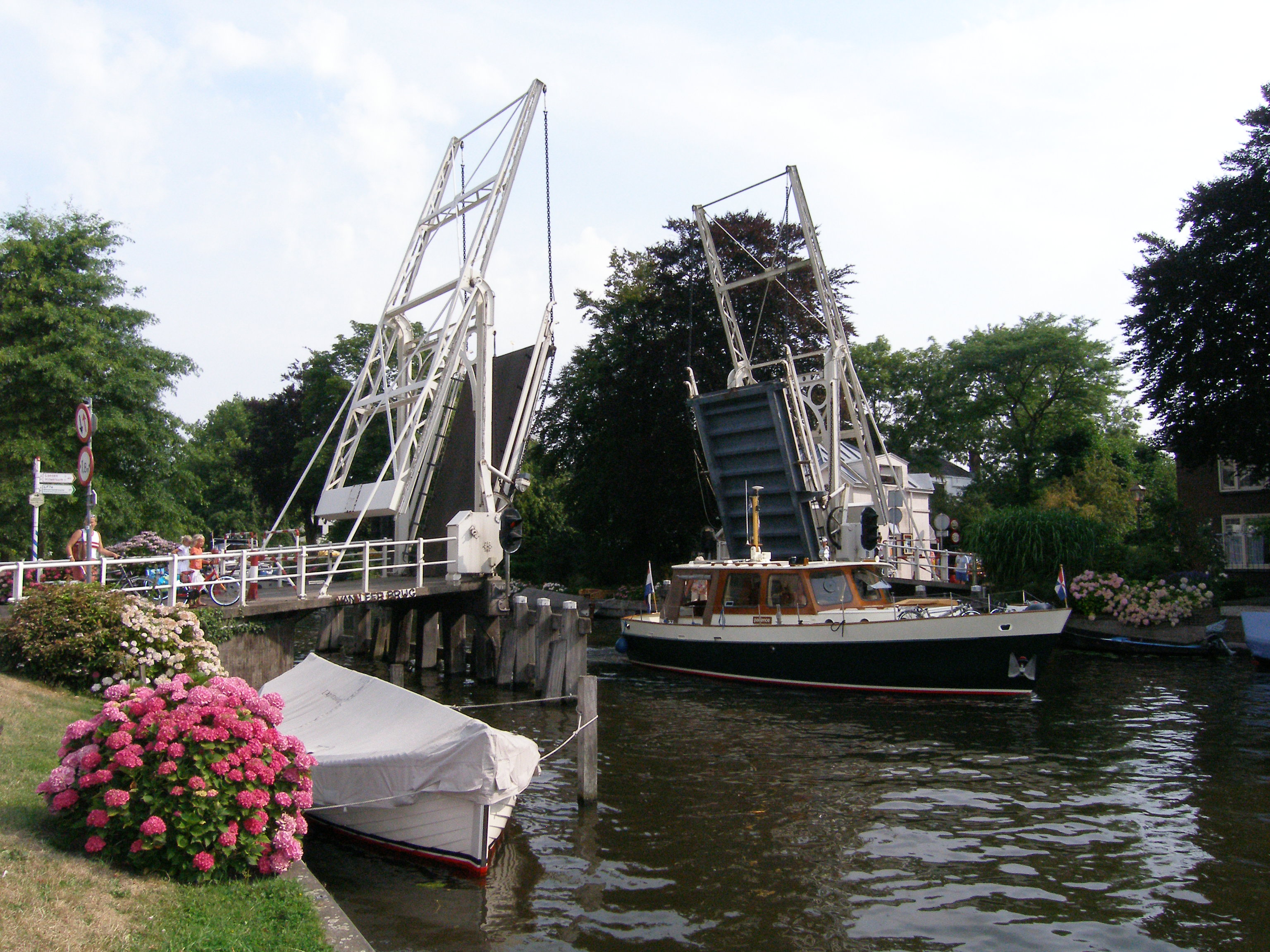
De Van Leer Brug
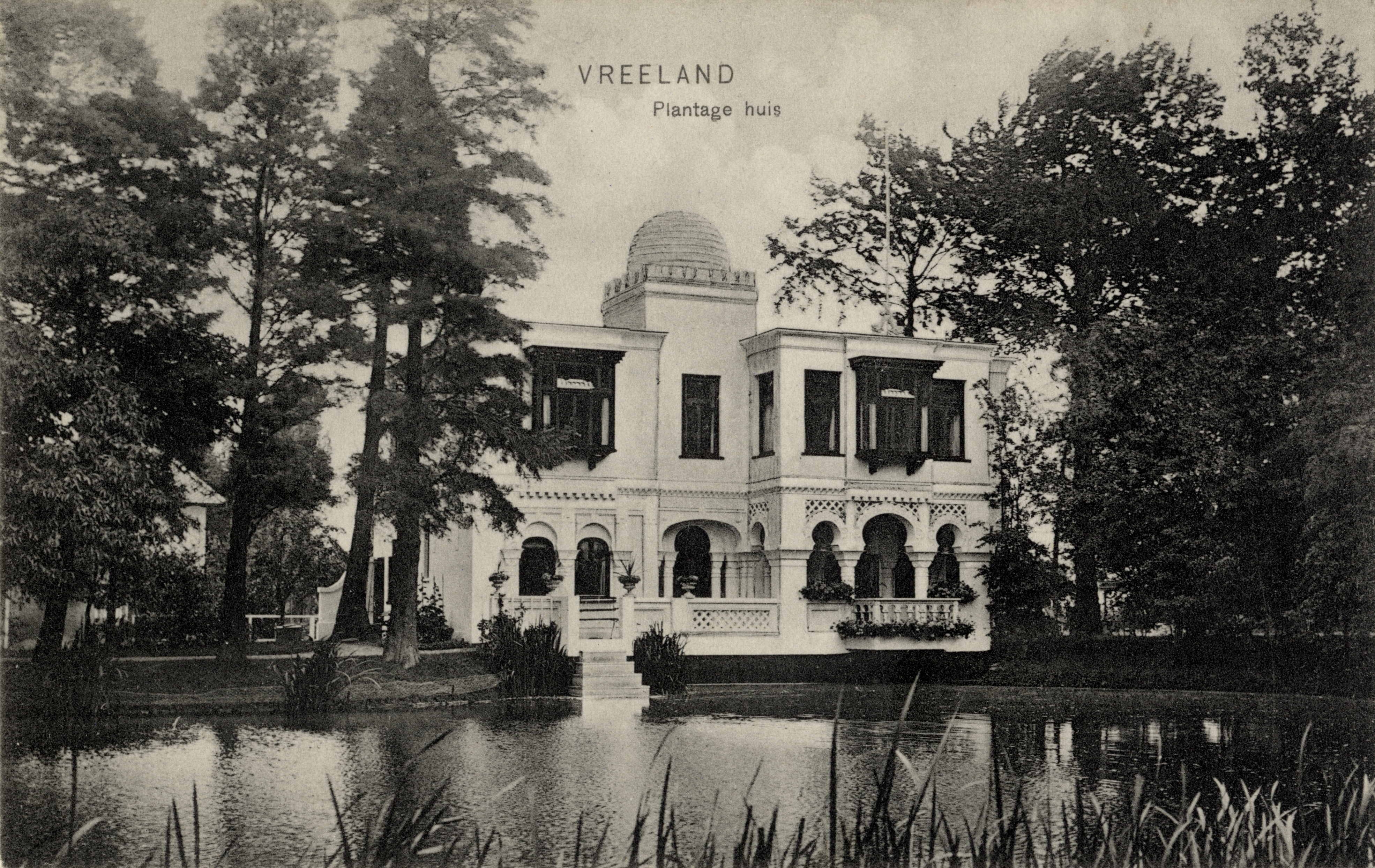
Plantagehuis
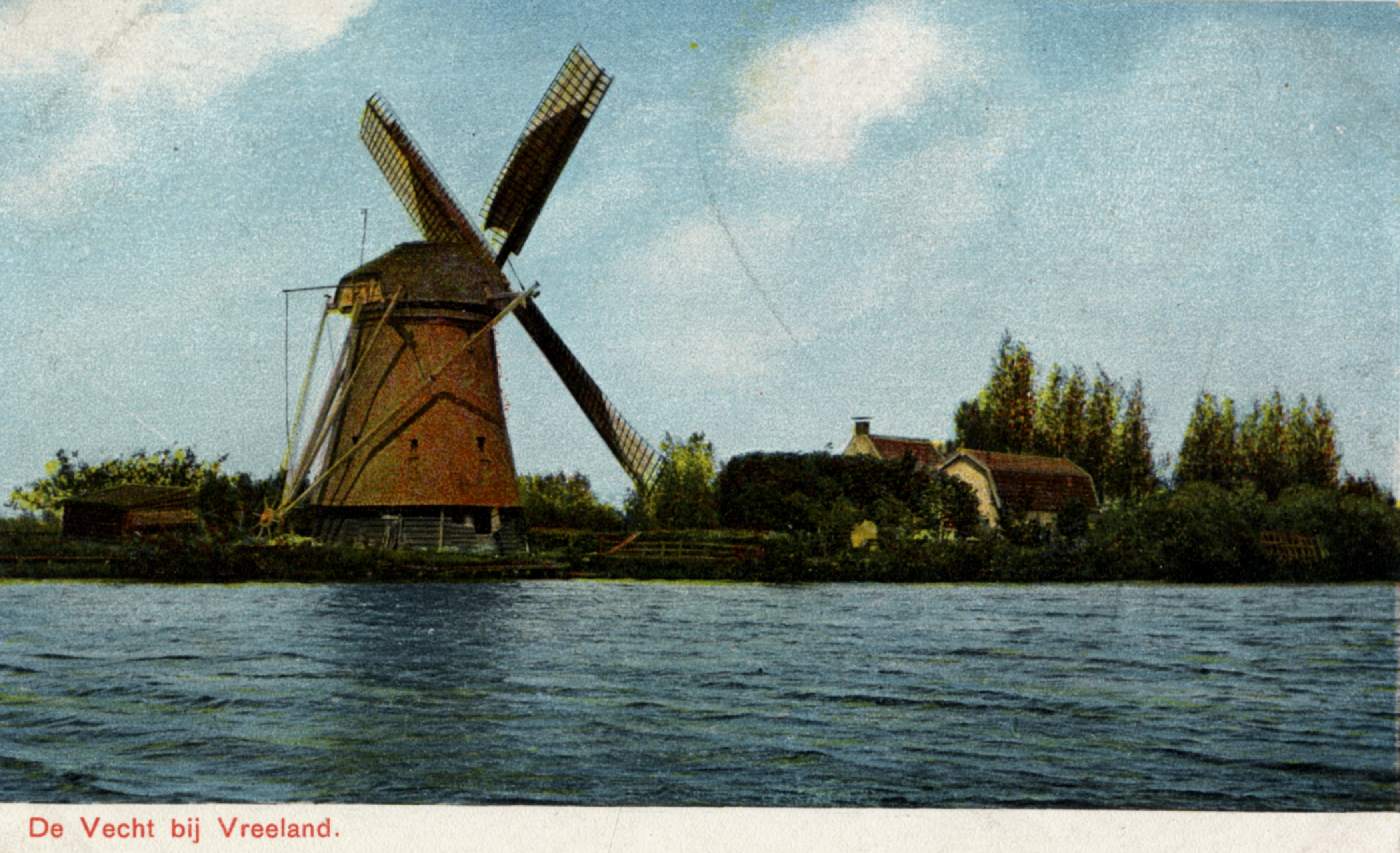
Molen de Ruiter
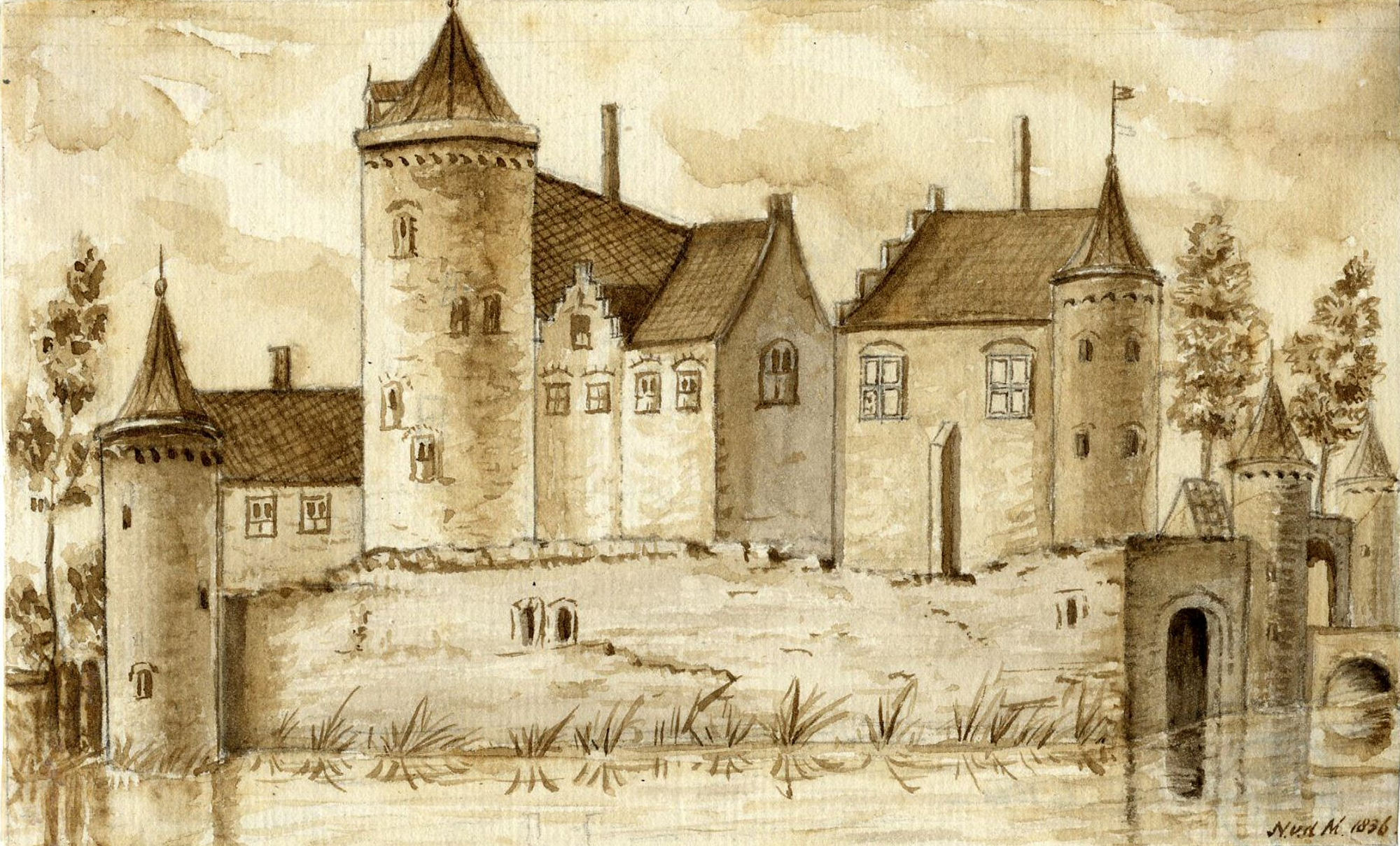
Gezicht op het kasteel Vreeland, 1836
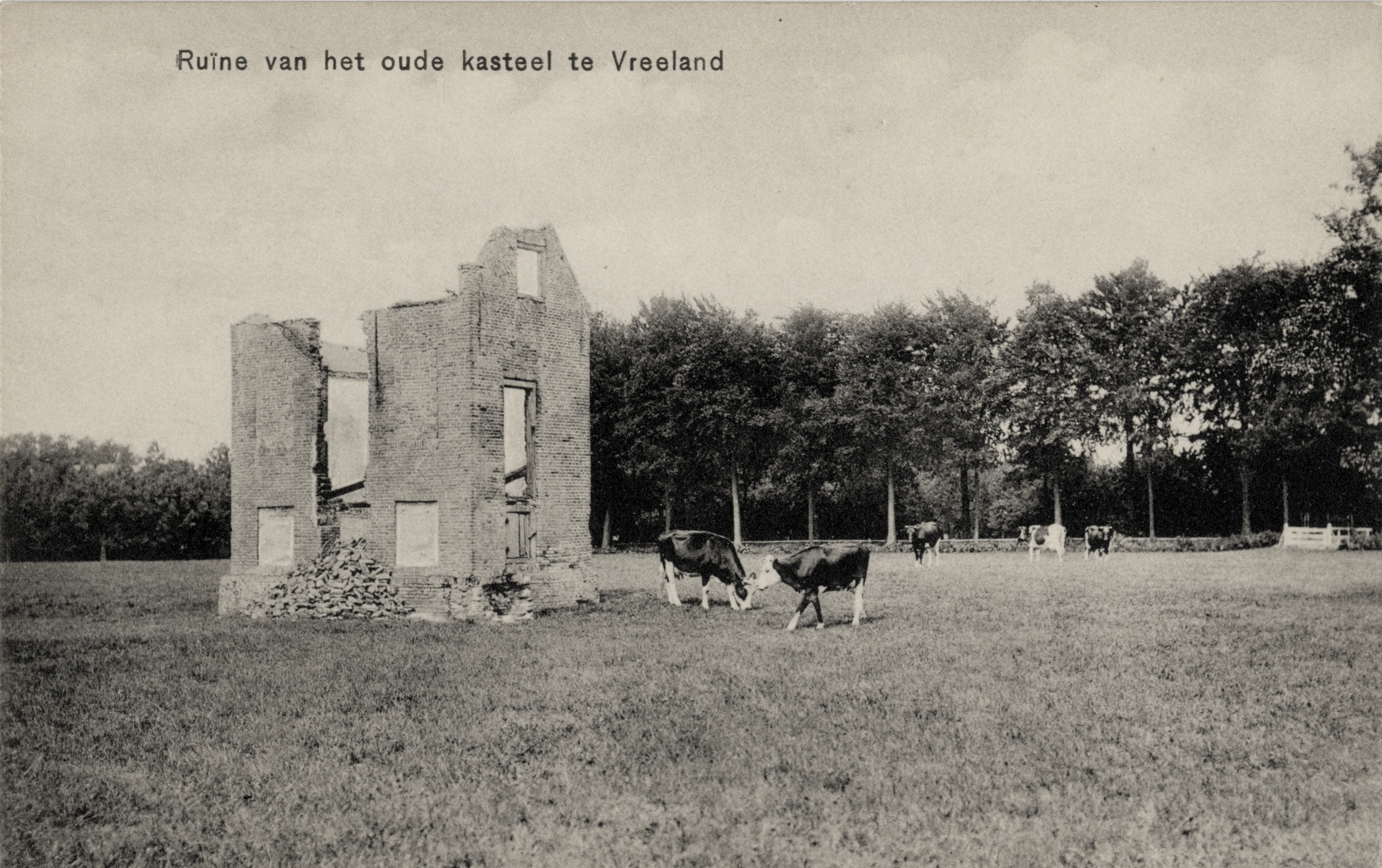
Ruïne kasteel Vredelant